# Philip G. Epstein
Philip G. Epstein (Nova York, 22 d'agost de 1909 - Los Angeles, 7 de febrer de 1952) va ser un guionista estatunidenc conegut sobretot pel seu guió per a la pel·lícula Casablanca (1942), que va guanyar un Oscar. L'havia escrit en col·laboració amb el seu germà bessó Julius i Howard Koch com una adaptació de l'obra no produïda Everybody Comes to Rick's, escrita per Murray Bennett i Joan Alison.

## Vida privada
Epstein va néixer en una família jueva de la ciutat de Nova York i es va criar al Lower East Side de Manhattan, juntament amb el seu germà bessó idèntic Julius. El seu pare Harry era propietari d'un estable en els dies en què els cavalls eren àmpliament utilitzats a la ciutat. Ell i el seu germà Julius van assistir a la Pennsylvania State College (actualment Universitat Estatal de Pennsilvània), obtenint la llicenciatura el 1931. Després de la universitat, Philip va començar a actuar i Julius es va convertir en boxejador professional.
Epstein es va casar amb Lillian Targan des de 1932. El seu fill Leslie Epstein dirigeix el programa d'escriptura creativa de la Universitat de Boston i és novel·lista. El 2003, Leslie va publicar una versió de ficció de la seva infància titulada San Remo Drive: A Novel from Memory. El seu net Theo Epstein és un antic executiu de beisbol que anteriorment va exercir com a president d'operacions de beisbol dels Chicago Cubs i com a director general dels Boston Red Sox. La seva néta Anya Epstein és guionista.

## Hollywood
Després de la universitat, els bessons Epstein es van dirigir a Hollywood amb l'esperança de treballar a la indústria del cinema. Allí es van convertir en guionistes d'èxit. Jack L. Warner, cap de Warner Brothers, va tenir una relació d'amor-odi amb els bessons Epstein. No podia discutir amb el seu èxit comercial, però va deplorar les seves bromes, els seus hàbits laborals i els seus horaris. El 1952, Warner va donar els noms dels germans al Comitè d'Activitats Antiamericanes (HUAC). Mai van declarar davant el comitè, però en un qüestionari de l'HUAC, quan se li va preguntar si mai van ser membres d'una "organització subversiva", van escriure: "Sí. Warner Brothers".
Epstein va morir de càncer a Hollywood, el 1952 als 42 anys Julius li va sobreviure 48 anys, morint l'any 2000 als 91 anys.

## Filmografia seleccionada
- Gift of Gab, de Karl Freund (1934)
- Casa't i ja ho veuràs (The Bride Walks Out), de Leigh Jason (1936)
- The Mad Miss Manton, de Leigh Jason (1938)
- Four Wives, de Michael Curtiz (1939)
- The Bride Came C.O.D., de William Keighley (1941)
- La rossa explosiva (The Strawberry Blonde), de Raoul Walsh (1941)
- Saturday's Children de Vincent Sherman (1941)
- L'home que va venir a sopar (The Man Who Came to Dinner), de William Keighley (1942)
- Casablanca, de Michael Curtiz (1942)
- Arsènic per compassió (Arsenic and Old Lace), de Frank Capra (1944)
- Mr. Skeffington, de Vincent Sherman (1944)
- Romance on the High Seas, de Michael Curtiz (1948)
- Chicken Every Sunday, de George Seaton (1949)
- My Foolish Heart, de Mark Robson (1949)
- Take Care of My Little Girl, de Jean Negulesco (1951)
- Forever Female (Forever Female), de Irving Rapper (1953)
- L'última vegada que vaig veure París (The Last Time I Saw Paris), de Richard Brooks (1954)